# Cavaiola
Il Cavaiola è un torrente tributario del  Sarno per il tramite del canale artificiale denominato Alveo comune nocerino ed ha origine in Cava de' Tirreni, dove raccoglie le acque di vari torrenti.

## Storia
L'Agro Nocerino ha tre gole principali, attraverso le quali comunica coi territori più elevati che la circondano, una va verso Cava de' Tirreni, un'altra verso Pecorari (Nocera Superiore) e la terza verso Codola (Castel San Giorgio).
Ed è attraverso queste tre vie che, nel 1700, scorrevano i tre principali torrenti, che portavano acqua a valle nei periodi delle piogge: il Cavaiola, il Citola e il Solofrana.
Il primo di questi torrenti aveva inizio sui fianchi di Monte S.Angelo, a ovest della Città di Cava, percorreva un burrone, detto Gargarallo, il quale attraversava la Strada Regia (attuale Strada Statale 18), che portava a Salerno, sotto il ponte in località l'Epitaffio e, tenendosi a breve distanza dalla stessa, si ingrossava lungo il percorso, accogliendo, dal lato destro, le acque provenienti dai valloni delle Grotte, della Starza e di San Gregorio e, dal lato sinistro, dai valloni del Petraro, del Pozzillo, della Croce, di San Martino e del Petraro di Albano.
A Camerelle di Nocera Superiore il predetto torrente prendeva il nome di Cavaiola e le sue acque si incanalavano in parte verso nord, dove imboccavano un piccolo alveo, detto le Caprare, e in parte lungo la stessa Strada Regia. Lungo questo percorso il torrente raccoglieva gli apporti delle acque che scendevano da più punti di Monte Albino e arrivava sino a Nocera Inferiore, dove, attraverso mille rivoli e canali, si disperdeva nei fondi irrigui dei contadini nocerini e paganesi.
L'altro ramo, quello detto le Caprare, dopo un tratto di circa due miglia, giunto vicino al Reale Quartiere della Cavalleria, univa le proprie acque a quelle di un altro torrente, detto Solofrana, le quali fluivano sotto la predetta Caserma della Cavalleria, per finire in un alveo detto il Canalone di Nocera.
È abbastanza logico supporre che, in epoca medioevale, quando la popolazione dell'intero comprensorio era limitata e non c'era la necessità di trasformare i terreni montani in terrazze coltivabili, i quantitativi d'acqua che arrivavano a valle erano piuttosto contenuti e così i quantitativi di terra erosi dalle acque stesse.
Poiché, poi, nel letto del predetto torrente del Gargarallo, erano state realizzate delle grosse e capaci vasche, il materiale roccioso di pezzatura più grossa veniva trattenuto in quei bacini; quello di pezzatura media si depositava nell'ampio letto dell'alveo-strada della Via Consolare, dove il torrente perdeva la maggior parte della sua velocità; solo, quindi, un'acqua abbastanza limpida e tranquilla, che poteva comodamente e proficuamente essere usata per scopi irrigui, raggiungeva la parte bassa della valle ed era bene accetta dai contadini perché quel poco di limo, che ancora vi galleggiava, rinnovava la fertilità dei terreni.
Nei tempi successivi, quando lo sfruttamento dei terreni montani diventò più intensivo, il processo di alterazione cominciò ad incidere sempre più negativamente sugli aspetti idrogeologici.
Si era innescato così un meccanismo a catena che non poté più essere fermato e che, periodicamente, produceva alluvioni sempre più devastanti e danni alle persone, alle case ed ai terreni coltivati.
Fu così che, nel 1751, dopo un ennesimo disastro, il Governo borbonico mandò a Nocera il colonnello Alcovier, col compito di proporre gli opportuni rimedi, che, però, arrivarono solo cinquanta anni dopo.
La soluzione adottata nel 1803 dal Marchese della Valva, Soprintendente dei Ponti e delle Strade, fu quella di realizzare una nuova strada di circa due miglia nel territorio di Nocera dalla località Camerelle, al lato sud della strada esistente.
Questa nuova strada, costruita in rilevato e sostenuta da muri di contenimento, sarebbe stata divisa da quella esistente, che sarebbe diventata un alveo. Questo canale artificiale, giunto all'abitato di Nocera, doveva girare verso nord e, attraverso un nuovo canale, doveva raggiungere anch'esso il Quartiere militare (oggi Caserma Bruno Tofano) e unirsi al corso del torrente Solofrana.